# Hermann Speck von Sternburg

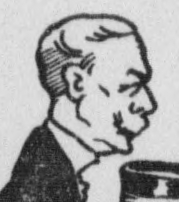
Spotprent getekend door Bob Satterfield, voorstellende Hermann Speck von Sternburg

Hermann Speck von Sternburg (21 augustus 1852 in Leeds - 23 augustus 1908 in Heidelberg) was een Duits diplomaat.
De jonge aristocraat werd op de "Fürstenschule Saint Afra" in het Saksische Meissen en de Militaire Academie in Potsdam opgeleid. Als 19jarige vocht hij in de Frans-Duitse Oorlog in het IIe Regiment Saksische Dragonders.
Luitenant Hermann Speck von Sternburg bleef tot 1885 in militaire dienst. In 1890 werd hij diplomaat. Als eerste secretaris van de Legatie in Peking, chargé d'affaires in Belgrado en eerste secretaris op de ambassade in Washington vertegenwoordigde hij Duitsland. In 1898 werd hij benoemd als hoge commissaris in de Samoa-commissie. Als Duits consul-generaal in Brits-Indië en Ceylon en na 1900 als gevolmachtig minister en na 1903 als ambassadeur van Duitsland in de Verenigde Staten waar hij Theodor von Holleben opvolgde leidde hij de diplomatieke missies.
Hermann Speck von Sternburg droeg de Ie Klasse van de Orde van de Rode Adelaar.